# Крупа, Лев Николаевич
Крупа Лев (Левко) Николаевич (1 января 1944, Великая Березовица — 28 декабря 2000, Тернополь) — украинский писатель и политик, народный депутат Украины 1 созыва (1990—1994); журналист, общественно-политический деятель, педагог.

## Биография
Крупа Лев (Левко) Николаевич родился 1 января 1944 (по некоторым данным, 29 декабря 1943 года), в селе Великая Березовица.
- 1970 — Лев Николаевич окончил филологический факультет Черновицкого университета (ныне национальный университет).
  - затем преподавал в Тернопольском районе,
  - работал старшим научным сотрудником Тернопольского областного краеведческого музея,
- 1988 — Соучредитель краевой организации НРУ (Народный Рух Украины).
  - член Провода,
  - делегат 4-х съездов движения.
- 1989—1991 — редактор газеты «Терновое поле».
- 1991—2000 — генеральный директор Тернопольского облтелерадиовещательного объединения.

### Творчество
- Автор сборников стихов:
  - 1986 — «Четыре струны» (укр.: «Чотири струни»),
  - 1990 — «В зеркале плуга» (укр.: «У дзеркалі плуга»)[1],
  - 1998 — «Мир боли» (укр.: «Міра болю»).

- Автор драм:
  - 1990 — «Легенда Тернового Поля»,
  - 1991 — «Ой Морозе, Морозенку»,
  - 1993 — «Василько — князь Теребовельський»,
  - 1993 — «Три страницы из летописи» (укр.: «Три сторінки з літопису»).

- Завершил цикл стихов «В тени Вавеля».
- Перевел «Крымские сонеты» Адама Мицкевича.
- Поставил спектакль по повести Юлиана Опильского «Иду на вы».

### Личная жизнь
- Жена: Мария;
- Дети:
  - Любомир;
  - Наталья.